# Turismo arqueológico
O turismo arqueológico está inserido dentro do turismo cultural e mostra a possibilidade de visitações à sitios arqueológicos com pontuações que possibilitem a visitação. pois em cada ruinas há uma história de civilizações e povos a resgatar. nem todos os locais são permitidos realizar este tipo de turismo, pois a presença constante de pessoas, pesos, poeiras, etc, poderiam afetar futuras escavações e descobertas que poderiam ser valiosas par a humanidade. Em locais como Machu Picchu, Coliseu, Muralha da China e as Pirâmides do Egito é frenqüente o turismo arqueológico. Esse tipo de turismo é diferente do turismo em que as pessoas vão visitar países por diversões ou locais como o Cristo Redentor, Torre Eiffel e Rio de Janeiro.

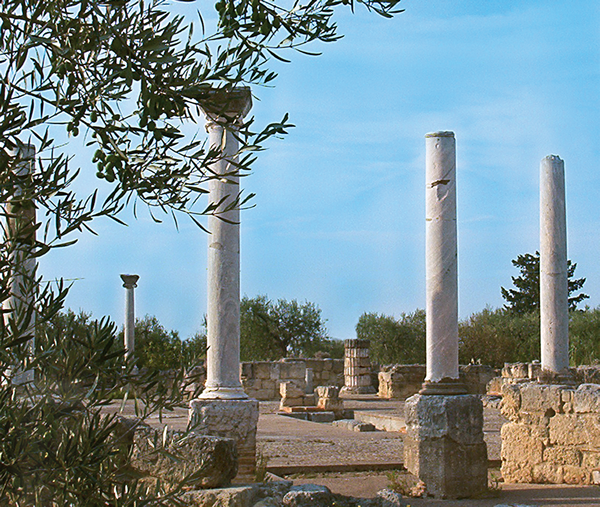
um sítio arqueológico em Canosa di Puglia

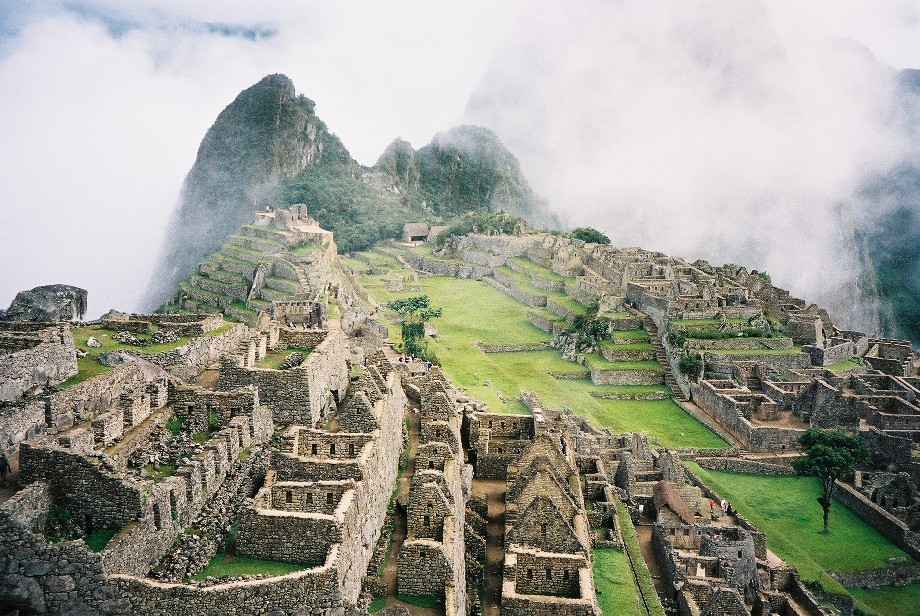
A cidade de Machu Picchu em ruínas.